# Graphosia reticulata
Graphosia reticulata är en fjärilsart som beskrevs av Rothschild 1912. Graphosia reticulata ingår i släktet Graphosia och familjen björnspinnare. Inga underarter finns listade i Catalogue of Life.